# Phyllophaga forbesi
Phyllophaga forbesi är en skalbaggsart som beskrevs av Glasgow 1916. Phyllophaga forbesi ingår i släktet Phyllophaga och familjen Melolonthidae. Inga underarter finns listade i Catalogue of Life.